# Estadio Mariano Rivera
El Estadio de Béisbol Mariano Rivera está ubicado en la Avenida Mariano Rivera, en el corregimiento de Puerto Caimito, al lado del Hospital Regional Nicolás Alejo Solano y cercano a la Autopista Arraiján-La Chorrera, distrito de La Chorrera, ciudad de La Chorrera, provincia de Panamá Oeste, en la República de Panamá. Es el segundo estadio de béisbol ubicado en la provincia Panamá Oeste y es unos de los mejores y más modernos del país.

## Nombre
Lleva el nombre de la mayor estrella y leyenda del béisbol panameño  Mariano Rivera  es un exjugador profesional de béisbol panameño-estadounidense. Jugaba en la posición de lanzador relevista y desarrolló toda su carrera en los New York Yankees de las Grandes Ligas de Béisbol (MLB). Considerado como uno de los mejores relevistas de la historia, Rivera fue trece veces al Juego de las Estrellas de las Grandes Ligas y campeón de la Serie Mundial en cinco ocasiones. El 22 de enero de 2019, fue elegido al Salón de la Fama de Cooperstown con el 100 % de los votos convirtiéndose en el primer jugador de las Grandes Ligas en ser elegido de forma unánime.

## Historia
El 8 de febrero de 2023, El presidente de la república, Laurentino Cortizo Cohen, participó del acto de inicio de construcción del Estadio de Béisbol Mariano Rivera y del Centro de Alto Rendimiento de Béisbol.  Acompañaron al presidente Cortizo Cohen, los ministros María Inés Castillo (Desarrollo Social) y Rogelio Paredes (Vivienda y Ordenamiento Territorial); el subdirector de Pandeportes, Luis Denis Arce; la gobernadora de Panamá Oeste, Sindy Smith; el exbeisbolista profesional, Mariano Rivera; el vicepresidente sénior de MLB, Jean Small; viceministros, directores de entidades públicas y peloteros de categorías juvenil e infantil de Panamá Oeste.
La construcción de la obra duro un año y 7 meses y  fue construido a un costo de B/.41,737,893.24, en un área de 11 hectáreas, 7283.24 m²,  cumpliendo con las medidas y normativas de las Grandes Ligas del Béisbol de los Estados Unidos (MLB).
El día 21 de junio de 2024, la leyenda del béisbol panameño, Mariano Rivera, estuvo presente en el corte de cinta del nuevo estadio de béisbol que lleva su nombre, ubicado en La Chorrera, en donde dio un discurso y con la presencia del presidente de la República Laurentino Cortizo Cohen, el vicepresidente José Gabriel Carrizo y otras autoridades de la provincia de Panamá Oeste y de la República de Panamá.

### Inauguración deportiva
En la noche del 5 de abril de 2025,  La novena de Panamá Oeste inauguró de manera deportiva su nueva casa, el estadio Mariano Rivera en La Chorrera en un partido contra la Novena Colonense.La novena de Colón se llevó un triunfo histórico tras vencer 5-1 a Panamá Oeste.
En la inauguración deportiva, la Federación Panameña de Béisbol y la Liga Provincial de Panamá Oeste rindieron, un homenaje al miembro del Salón de la Fama y exjugador de los Yankees de New York, Mariano Rivera, al retirar por siempre, la camiseta con el número 42, tanto de las selecciones nacionales como de los equipos de la pelota nacional, así como los Vaqueros de Panamá Oeste.

## Facilidades
El Estadio Mariano Rivera tiene las siguientes facilidades:
- * Capacidad de diez mil espectadores
- •	Áreas de juegos y comida
- •	Gimnasios
- •	Comedor
- •	Jaula de Bateo
- •	Vestidores
- •	Sala de Conferencias
- •	Entrada solo para jugadores
- •	Elevadores
- •	Palcos vip y con terrazas,
- •	Cabinas de transmisión.
- •	Museo y Área de exposición en honor al miembro del salón de la fama Mariano Rivera,
- •	Casa Club,
- •	Sala de reuniones,
- •	Sala audiovisual,
- •	Depósitos, sistema moderno de pantalla y luces tipo led

En lugar tiene una Academia de Béisbol y un Centro de Alto Rendimiento para el Béisbol Nacional.
El Estadio de Béisbol Mariano Rivera está destinado a convertirse en un epicentro para el béisbol en Panamá, ofreciendo instalaciones de primer nivel para la práctica y el desarrollo de este deporte. Se espera que albergue tanto eventos locales como internacionales, contribuyendo a elevar el perfil deportivo de la región.

### Convenios e Infraestructuras del Centro del Alto Rendimiento
De igual forma, el centro de alto rendimiento cuenta con cocina, comedor, gimnasio, aulas de clases, salas de audiovisuales, laboratorio de cómputo, casilleros, fisioterapia y dormitorios. Además, el patronato del estadio firmó un convenio de colaboración con la fundación de Florida State University para la enseñanza del inglés dirigido a los jóvenes atletas.